# Don Giovanni (film din 1955)
Don Giovanni (titlul original: în germană Don Giovanni) este un film de operă austriac, realizat în 1955 de regizorul Walter Kolm-Veltée, după opera omonimă a lui Wolfgang Amadeus Mozart, protagoniști fiind actorii Cesare Danova, Josef Meinrad, Evelyn Cormand, Hans von Borsody. 

## Distribuție
- Cesare Danova – Don Giovanni
- Josef Meinrad – Leporello
- Evelyn Cormand – Zerlina
- Hans von Borsody – Masetto
- Lotte Tobisch – Donna Elvira
- Jean Vinci – Don Ottavio
- Marianne Schönauer – Donna Anna
- Fred Hennings – Comandorul de Sevillia
- Senta Wengraf – servitoarea Elvirei

Interpreții părților muzicale:
- Alfred Poell – Don Giovanni (bariton)
- Harald Pröglhöf – Leporello (bas)
- Anny Felbermayer – Zerlina / Donna Anna (soprană)
- Walter Berry – Masetto (bas)
- Hanna Löser – Donna Elvira (soprană)
- Hugo Meyer-Welfing – Don Ottavio (tenor)
- Gottlob Frick – Comandorul (bas)
- Helmut Krauss –